# کانون عدسی

تطابق چشم به طور ایده‌آل تمام پرتوهای نور را از یک نقطه روی یک جسم به نقطه مربوطه در شبکیه جمع می‌کند.

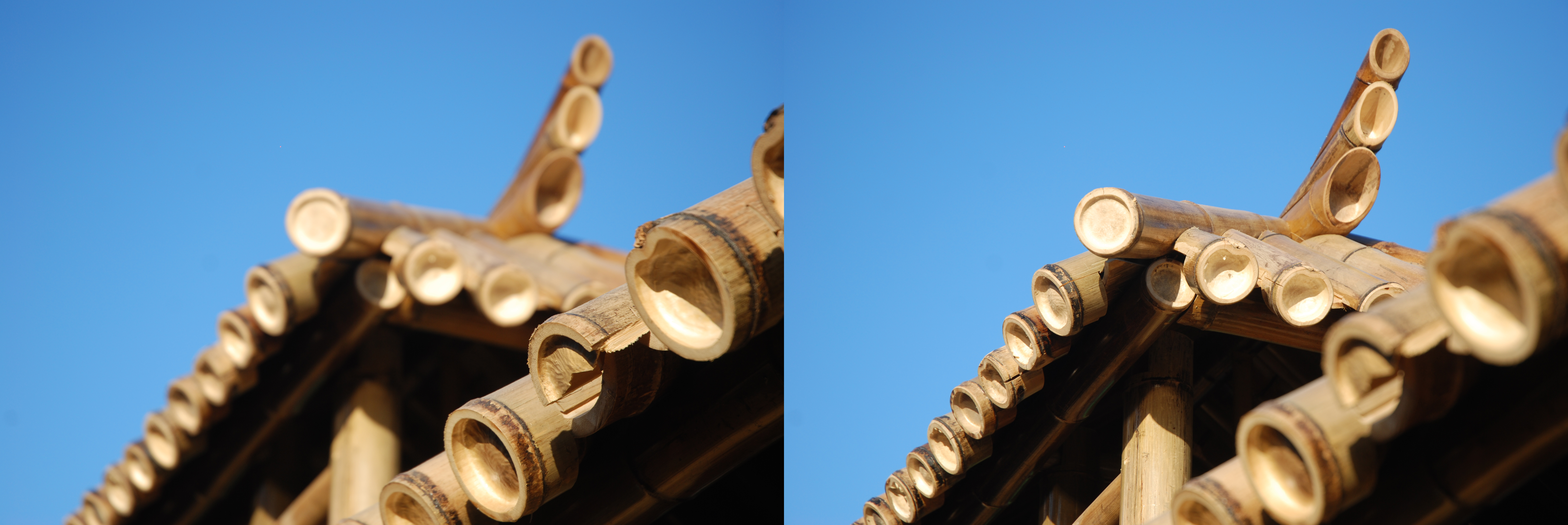
نمایشی از فوکوس دوربین در فواصل مختلف که سقفی از بامبو را نشان می‌دهد

کانون عدسی، نقطه کانونی یا فُکِس (به انگلیسی: Focus) نقطه‌ای است که پرتوهای نور پس از تابیده شدن به سطح عدسی، در آن نقطه به هم می‌رسند.
در عدسی محدب نقطه کانونی، مثبت است و معنی آن این است که پس از تابیده شدن نور به عدسی و عبور از آن، نقطه کانونی در جلوی عدسی تشکیل می‌شود و در عدسی مقعر نقطه کانونی، منفی است و معنی آن این است که پس از تابیده شدن نور به عدسی و بازتاب آن، نقطه کانونی در همان سمت تابش نور تشکیل می‌شود.
در عکاسی نیز به تنظیم فاصلهٔ سوژه تا دوربین فوکوس گفته می‌شود. اشیایی که در عمق میدان فوکوس (وضوح) قرار داشته باشند واضح و سایر اشیا، محو دیده می‌شوند.

## نگارخانه

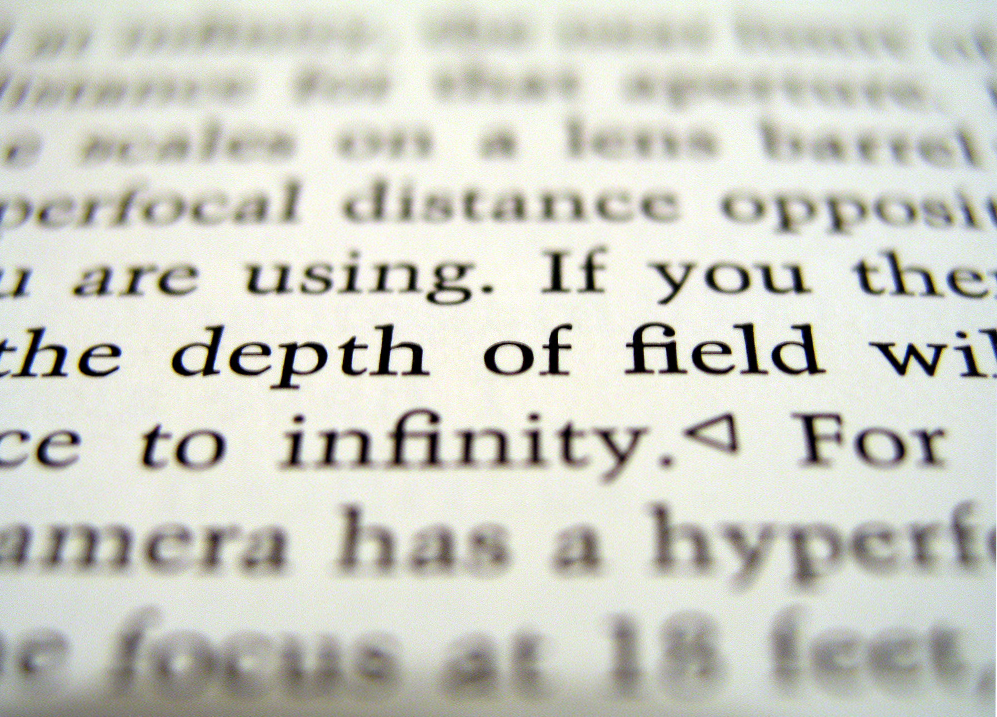
تصویری که قسمتی از آن فوکوس است، اما عمدتاً به درجات مختلف خارج از فوکوس است.
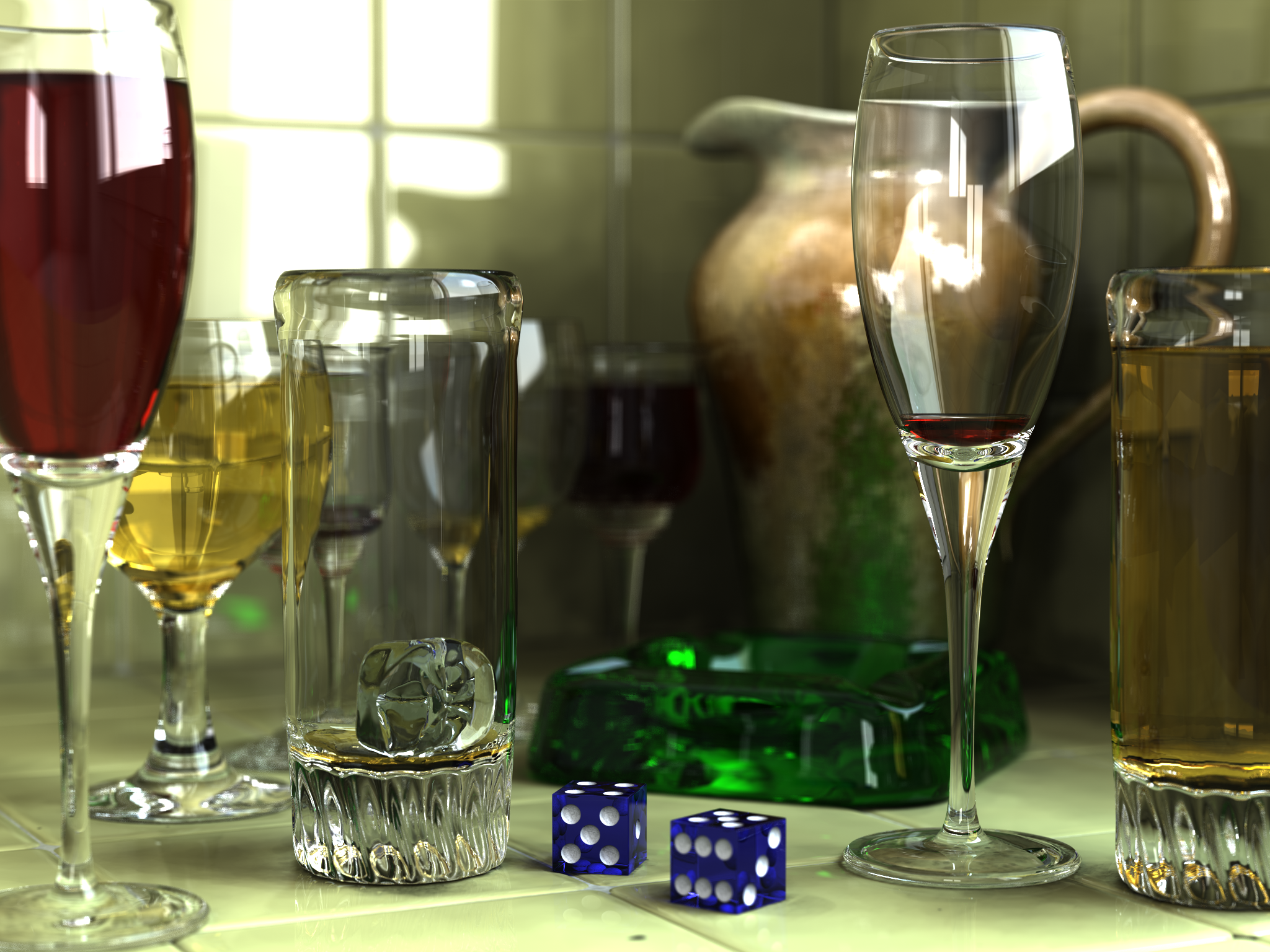
تاری کانونی در تصویر تولیدشده توسط کامپیوتر که در POV-Ray ساخته، شبیه‌سازی شده است.